# Labyrinth: The Computer Game
Labyrinth: The Computer Game is een grafisch avonturenspel gebaseerd op Jim Hensons film Labyrinth. Het spel werd ontwikkeld door Lucasfilm Games en uitgebracht door Activision. Het spel is beschikbaar voor Apple IIc, Apple IIe, Commodore 64/128 en MSX. Labyrinth is ook het eerste avonturenspel dat volledig werd ontwikkeld door het bedrijf en ook hun eerste spel gebaseerd op een film.

## Spelbesturing
Labyrinth: The Computer Game start als tekstadventure. Linksonderaan het scherm staan werkwoorden die de gebruiker met behulp van de pijltjestoetsen kan selecteren. Rechtsonder staat een lijst met attributen. De speler dient eerst een werkwoord te selecteren, gevolgd door een attribuut. Na het geven van een opdracht verschijnt er in tekstvorm een omschrijving van de omgeving. De speler dient eerst Sarah te leiden naar een bioscoop. Eenmaal binnen komt Jareth in beeld. Het spel schakelt dan om in een grafisch adventure, maar geen point-and-click. De speler dient de pijltjestoetsen te gebruiken om Sarah te besturen, maar zal ook naar de werkwoord en attributenlijst moeten overschakelen om commando's te geven. Sarah tracht het commando uit te voeren op de plaats waar ze staat. Wanneer Sarah bijvoorbeeld naast een deur staat en de speler geeft het commando "open door", zal Sarah melden dat ze dit niet kan. Ditzelfde commando zal wel lukken als Sarah voor de deur staat.

## Verhaal
In tegenstelling tot de film dient Sarah niet haar stiefbroertje Toby te redden uit het paleis van goblin-koning Jarreth, maar wel zichzelf. Als ze zich niet binnen 13 uur meldt in het paleis, zal ze nooit meer kunnen terugkeren naar haar leefwereld en is ze gedoemd om verder te leven in de goblin-wereld. Verder komen de meeste locaties en hoofdpersonages uit de film aan bod in het spel. Daar waar Sarah in de film wordt vergezeld door Hoggle, sir Didymus, Ludo en Ambrosius komt ze deze personages in het spel enkel tegen. Verder lopen er in het labyrint diverse vijanden rond die Sarah trachten uit te schakelen. Wanneer dit gebeurt, wordt het spel beëindigd en dient de speler een savegame in te laden.

## Versie van Henson Associates inc.
Het bedrijf Henson Associates inc. ontwikkelde ook een spel met de titel Labyrinth dat eveneens werd uitgebracht door Activision en is gebaseerd op de film. Het betreft hier een third person shooter in 2D. Het spel werd enkel uitgebracht voor Famicom en was enkel te koop in Japan.